# Robin Bengtsson
Robin Bengtsson (27 de abril de 1990, Svenljunga, Suécia) é um cantor sueco, que participou no concurso sueco Idol 2008 (em português Ídolos). Ele representou a Suécia no Festival Eurovisão da Canção 2017, em Kiev, Ucrânia, com a canção "I Can't Go On" ficando em 5º lugar.

## Carreira
Bengtsson terminou em terceiro lugar, atrás do vencedor Kevin Borg e o vice-campeão Alice Svensson no Idol 2008. Em meados de 2009, ele foi contratado pela gravadora de música Merion lançando o single "Another Lover's Gone".
Em 2010, Robin fez a canção "Wake Up World" para "Hjälp Haiti" com Karl Martindahl, e também cantou a música "Long Long Night" com Kim Fransson (conhecido a partir do reality feito na Suécia). Em 2016 ele participou no Melodifestivalen de 2016, com a canção "Constellation Prize" e ficou em 5º lugar. Em 2017 volta a participar no Melodifestivalen com a canção "I Can't Go On" de onde sai vencedor, representando a Suécia no Festival Eurovisão da Canção 2017 em Kiev na Ucrânia.